# Video Immersion
Video Immersion es el nombre de un conjunto de tecnologías de procesamiento de gráficos por computadora, utilizadas por ATI Technologies en sus tarjetas de video Radeon. Es el nombre comercial que ATI usa para referirse a la función de aceleración de compresión de video en sus tarjetas de video R100, R200 y R300. Video Immersion está presente en las tarjetas basadas en R100 y ATI presentó Video Immersion II con la R200.
Video Immersion II mejoró el desentrelazado, el filtrado temporal, el video componente y la resolución.
Video Immersion ha sido reemplazado por Unified Video Decoder (UVD) y Video Coding Engine (VCE).

## Características
- iDCT
- Adaptive De-Interlacing
- Motion Compensation
- Video Scaling
- Alpha Blending
- Colorspace Conversion
- Run-Level Decode & De-ZigZag